# FLIP
FLIP ("Fast-Local-Internet-Protocol") é uma suíte de protocolos Internet que provê transparência, segurança e gerenciamento de rede. (Tanenbaum et al, Vrije Universiteit Amsterdam).